# Famões
Famões é uma vila portuguesa que pertenceu primeiro ao Município de Loures e atualmente ao de Odivelas, e que foi sede da extinta Freguesia de Famões, freguesia que tinha 4,69 km² de área e 11 095 habitantes (2011) e, por isso, uma densidade demográfica de 2 365,7 h/km².
A Freguesia de Famões foi criada pela Lei n.º 66/89, de 25 de Agosto, com lugares das Freguesias de Caneças e Odivelas, fazendo então parte do Município de Loures até 14 de Dezembro de 1998, tendo sido integrada depois no Município de Odivelas, quando este foi instituído nessa data pela Lei nº 84/98.
A Freguesia de Famões foi extinta (agregada) pela reorganização administrativa de 2012/2013, sendo o seu território, juntamente com o da Pontinha, integrado na então criada União das Freguesias de Pontinha e Famões.
Por sua vez, a povoação de Famões foi elevada à categoria de vila em 2001.

## Geografia
A Freguesia de Famões fazia fronteira com as Freguesias de Caneças, Odivelas, Pontinha e Ramada (no Município de Odivelas), e Casal de Cambra (no Município de Sintra).
Incluía um conjunto variado de bairros maioritariamente de moradias, como por exemplo: Casal Novo, Quinta das Pretas, Casal da Silveira, Casal do Bispo, Trigache, Casal S. Sebastião, etc. Alguns destes bairros eram AUGI - Áreas Urbanas de Génese Ilegal e que têm vindo a ser legalizadas ao longo dos anos.

## População
| População da freguesia da Famões | População da freguesia da Famões | População da freguesia da Famões | População da freguesia da Famões | População da freguesia da Famões | População da freguesia da Famões | População da freguesia da Famões | População da freguesia da Famões | População da freguesia da Famões | População da freguesia da Famões | População da freguesia da Famões | População da freguesia da Famões | População da freguesia da Famões | População da freguesia da Famões | População da freguesia da Famões |
| -------------------------------- | -------------------------------- | -------------------------------- | -------------------------------- | -------------------------------- | -------------------------------- | -------------------------------- | -------------------------------- | -------------------------------- | -------------------------------- | -------------------------------- | -------------------------------- | -------------------------------- | -------------------------------- | -------------------------------- |
| 1864                             | 1878                             | 1890                             | 1900                             | 1911                             | 1920                             | 1930                             | 1940                             | 1950                             | 1960                             | 1970                             | 1981                             | 1991                             | 2001                             | 2011                             |
|                                  |                                  |                                  |                                  |                                  |                                  |                                  |                                  |                                  |                                  |                                  |                                  | 7 092                            | 9 008                            | 11 095                           |

## Orago
Tem por orago Nossa Senhora do Rosário.

## História
A freguesia de Famões foi criada em 1989, por desmembramento da freguesia de Odivelas, tendo a povoação de Famões sido elevada à categoria de vila em 12 de Julho de 2001.
O último Presidente da Junta de Freguesia foi António Rodrigues, cargo que exerceu durante vários mandatos, no decorrer dos quais foram legalizadas as urbanizações da quase totalidade dos bairros de génese ilegal existentes, havendo igualmente um forte incremento para o estabelecimento no território de parques industriais não poluentes e outras infraestruturas de fruição pública, como parques infantis e zonas verdes, tais como o jardim botânico de Famões.
A origem do nome acredita-se estar relacionada com os limoeiros da região, que pela sua qualidade e popularidade deram o nome a região dos famosos limões, com o tempo o nome foi encurtado para Famões (Famosos + Limões).[carece de fontes?]
O ex-libris da Freguesia é o Moinho da Laureana, unidade moageira movida pelo vento, situada no outeiro Gertrudes da Velha, atualmente uma área ajardinada na zona central da vila.
A origem do nome acredita-se estar relacionada com os limoeiros da região, que pela sua qualidade e popularidade deram o nome a região dos famosos limões, com o tempo o nome foi encurtado para Famões (Famosos + Limões).

## Pontos de interesse
- Núcleo Museológico do Moinho da Laureana - As  origens do Moinho da Laureana remontam ao século XVIII, com referências escritas nos livros de décimas de 1763, tendo o Município de Odivelas  decidido proceder à sua recuperação integral, concluída em 2001, constituindo-se em núcleo museológico. Segundo a descrição da Câmara Municipal de Odivelas, o Moinho da Laureana «é um exemplar caraterístico do sul do país e insere-se na tipologia dos moinhos fixos de torre cilíndrica em pedra. O edifício apresenta dois pisos: a loja e o sobrado e um piso intermédio de pouca altura, que não ocupa toda a superfície circular. O capelo é  móvel por intermédio de um sarilho interior. O moinho arma-se com quatro velas triangulares em pano, presas às varas que irradiam do mastro. A rotação do mastro é feita através de uma roda dentada de coroa - a entrosga - que transmite o movimento ao veio por meio de um carreto situado no centro do moinho. Aí, está instalado o aparelho de moagem constituído por um casal de mós. O grão corre do tegão para a quelha e daí para o olho da mó, caindo depois, sob a forma de farinha, no panal».

- Jardim Botânico de Famões - Com mais de 6000 plantas, o parque permite aos alunos das escolas conhecer cerca de 50 espécies características da região de Lisboa. Giesta, loureiro, sardinheira e gerânio são algumas das plantas existentes no Jardim Botânico de Famões, que se estende ao longo de uma encosta virada para Lisboa. A Câmara de Odivelas investiu cerca de 300 mil euros na construção do parque, incluindo a instalação de um sistema automático de rega e um conjunto de painéis solares que garantem a iluminação do espaço, a par da colocação de vedações e do material vegetal. Abriu em 14 de Junho de 2009.

- Famões Clube Atlético - O Famões Clube Atlético é um clube nascido nos relvados sintéticos do futebol 7, que rapidamente procurou alargar o seu raio de ação a outros desportos e atividades.

Essa vontade teria, mais tarde, tradução na ideia de proceder à oficialização do clube, o que viria a acontecer no dia 31 de Dezembro de 2010. Constituiu-se então como associação sem fins lucrativos, cujos objetivos passam pela promoção e divulgação de atividades desportivas, culturais e educativas junto dos seus associados e simpatizantes.
Desse momento em diante, o Famões Clube Atlético tem focado as suas atenções no desenvolvimento da prática saudável do futebol, voleibol e BTT / ciclismo, contando com um número crescente de associados para evoluir enquanto agremiação desportiva, sempre alicerçado nos valores da amizade, diversão, desportivismo e respeito pelo adversário.
Actualmente o Famões Clube Atlético tem como modalidade mais forte o voleibol, principalmente no feminino, onde conta com várias dezenas de atletas federadas em vários escalões, desde a formação às seniores. Site oficial: www.famoesclubeatletico.com

## Equipamentos
- Centro Comunitário e Paroquial de Famões
- Unidade de Cuidados Personalizados de Saúde de Famões
- Escolas Básicas/JI: Quinta das Dálias, Sophia de Mello Breyner Andersen, Veiga Ferreira; Casais de Trigache